# Mirosław Rybaczewski
Mirosław Rybaczewskil (né le 8 juillet 1952 à Varsovie) est un joueur polonais, membre de l'Équipe de Pologne de volley-ball, Champion du Monde en 1974 et Champion olympique en 1976.

## Biographie
Il est le père de la joueuse Anna Rybaczewski .

## Carrière
Ancien membre de AZS Olsztyn